# Eppendorf SE
Die Eppendorf SE ist ein Unternehmen mit Hauptsitz in Hamburg, das Produkte und Dienstleistungen für Labore weltweit entwickelt, produziert und vertreibt. Es stammt aus dem namensgebenden Stadtteil Eppendorf, allerdings befindet sich der Unternehmenssitz heute in Hummelsbüttel.
Das Unternehmen vertreibt weltweit Produkte sowie Dienstleistungen für den Einsatz in Laboren und ist mit Handelsvertretungen und Vertriebsniederlassungen in 26 Ländern weltweit vertreten. Die Forschungs- und Entwicklungsarbeit sowie die Herstellung von Laborgeräten und Verbrauchsmaterialien erfolgt vorrangig in Deutschland wie auch in den USA, Großbritannien und Belgien.
Das Produktangebot von Eppendorf ist in die Bereiche Liquid Handling, Cell Handling und Sample Handling gegliedert.
Die Erzeugnisse des Unternehmens werden in akademischen oder industriellen Forschungslaboren, z. B. in Unternehmen der Pharma- und Biotech- sowie Chemie- und Lebensmittelindustrie eingesetzt. Aber auch in klinischen oder umweltanalytischen Laboratorien, in der Forensik und in industriellen Laboren der Prozessanalyse, Produktion und Qualitätssicherung werden die Produkte von Eppendorf verwendet. Das Unternehmen gilt als Weltmarktführer in diesem Bereich.
Alle Aktien befinden sich im Besitz der Gründerfamilien Netheler (65 Prozent) und Hinz (35 Prozent).
Die Eppendorf SE arbeitet im Deutschen Industrieverband für Optik, Photonik, Analysen- und Labortechnik, Spectaris, mit.

## Geschichte
Das Unternehmen wurde 1945 durch den Physiker Heinrich Netheler (1909–1999) und den Ingenieur Hans Hinz (1909–1993) im Hamburger Stadtteil Eppendorf auf dem Gelände des Universitätskrankenhauses als Werkstatt für medizinische Geräte gegründet. Netheler und Hinz nutzten Kenntnisse aus der Radartechnik zur Entwicklung des ersten Ultraschallgerätes und des Stimulators, eines Reizstrom-Gerätes zur Diagnose und Therapie von Muskel- und Nervenschädigungen. Das elektrische Thermometer „Thermorapid“ ermöglichte erstmals die Messung der Körpertemperatur innerhalb weniger Sekunden. Im Jahr 1963 wurde das erste Mikroreaktionsgefäß aus Polypropylen – das „Eppi“ – produziert 1965 zog die Firma mit rund 200 Mitarbeitern in den heutigen Firmensitz im Barkhausenweg im Hamburger Stadtteil Hummelsbüttel. 1988 übernahm Klaus Fink die Geschäftsführung bei Eppendorf. Aus der „Eppendorf Gerätebau Netheler und Hinz GmbH“ wurde im Jahr 2000 die „Eppendorf AG“.
Mit der Übernahme von New Brunswick Scientific wurden 2007 Schüttler, Inkubatoren, Tiefkühlgeräte und Bioreaktoren ins Sortiment aufgenommen; seit 2012 – nach Kauf der DASGIP – wurde das Portfolio durch parallele Bioreaktorsysteme und Bioprozessdaten- und Informationsmanagement-Software ergänzt.
Seit Dezember 2019 leiten Eva van Pelt und Peter Fruhstorfer als Co-Vorstandsvorsitzende die Eppendorf-Gruppe. Damit folgen sie auf Thomas Bachmann, der den Vorsitz 2015 von Dirk Ehlers übernommen hatte. Ehlers hatte 2011 den langjährigen Vorstandsvorsitzenden Klaus Fink abgelöst, der dann bis 2016 den Vorsitz des Aufsichtsrats übernahm. Seit 2016 ist Philipp von Loeper Aufsichtsratsvorsitzender der Eppendorf AG.
Im Oktober 2021 wurde die Eppendorf AG in eine Europäische Gesellschaft (Societas Europaea) umgewandelt und firmiert seitdem als Eppendorf SE.
Die Eppendorf SE kaufte im April 2022 ein ehemaliges Produktionsgelände der MV Werften Fertigmodule Property GmbH in Wismar, um dort Laborverbrauchsmaterialien für die Biomedizinische Forschung und Diagnostik herzustellen. Das Gelände umfasst mehr als 20.000 m² Nutzungsfläche mit Produktions- und Lagerflächen sowie Büro- und Nebengebäuden.

## Übernahmen
Im Jahr 2007 übernahm Eppendorf die US-amerikanische Firma New Brunswick Scientific Co, die ihren Sitz in Edison, New Jersey hatte. 2012 erwarb Eppendorf den mittelständischen Hersteller von parallelen Bioreaktorsystemen DASGIP aus Jülich und 2016 die Calibration Technology Ltd mit Sitz in Limerick in Irland. Im März 2020 übernahm Eppendorf den Bereich der Zentrifugen von Koki Holdings.

## Produkte
Eppendorf entwickelt, produziert und vertreibt Geräte, Verbrauchsartikel und Dienstleistungen für Labore. Dazu gehören Pipetten, Pipettierautomaten, Dispenser, Zentrifugen und Mischer sowie Verbrauchsartikel wie Reaktionsgefäße, Pipettenspitzen und Kulturgefäße für Zellkulturen. Darüber hinaus stellt Eppendorf Ultra-Tiefkühlgeräte, Fermenter und Bioreaktoren, CO2-Inkubatoren, Schüttler und Geräte zur DNA-Vervielfältigung (etwa durch PCR) her.